# SYNE2
SYNE2‏ (Spectrin repeat containing nuclear envelope protein 2) هوَ بروتين يُشَفر بواسطة جين SYNE2 في الإنسان.